# Porto das Gabarras
Porto das Gabarras é um distrito do município brasileiro de Anajatuba, no estado do Maranhão.

## História
O Porto das Gabarras foi o maior porto da Baixada Maranhense durante o século XIX até meados da segunda metade do século XX, permitindo o desenvolvimento comercial do município de Anajatuba.
Gabarras era o nome dos barcos de dois andares que eram utilizados para transporte de gado, suínos e até mesmo pessoas para a capital São Luís.
Por sua localização estratégica, foi um dos locais escolhidos para combater a invasão francesa, além de ter sido marcante na Guerra da Balaiada.
Durante os séculos XVII e XVIII, Anajatuba foi o grande abastecedor de carne da capital, pois para a Vila de Porto das Gabarras convergiam a maioria das antigas estradas de gado que partiam do sul do Maranhão.
Durante a guerra de independência, o comandante das tropas nacionalistas no interior, Salvador de Oliveira, interceptou o acesso dos portugueses pela estrada de Porto das Gabarras, a estrada do Afoga. O major Fidié havia transformado o porto num ponto de resistência para defender a Capital dos ataques pela baía de São Marcos, tendo colocado na região uma flotilha com duas canoeiras em 16 de junho de 1823.
Com o desenvolvimento das atividades comerciais locais, surgiu uma importante vila ao redor do porto, que fornecia mão-de-obra para as atividades portuárias. O padroeiro da vila era o Santo Cristo Reis, para o qual eram realizados festejos, atraindo muitos visitantes.

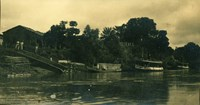
Fotografia do antigo Porto das Gabarras

No entanto, o assoreamento do igarapé que ligava o porto à foz do rio Mearim e o crescimento de plantas de mangue, como a Rhizophora mangle, a Avicennia shaueriana e a Laguncularia racemosa, provocaram o fechamento do porto e levou à transferência da população para a sede do município ou as vilas próximas. Outro fator que levou à diminuição de sua importância foi a construção da estrada de ferro São Luís-Teresina, que facilitou o deslocamento das pessoas.
No local onde havia o porto, restou um pequeno canal, além de pequenas embarcações pesqueiras e as ruínas das moradias.

## Distrito
Anajatuba foi elevado à categoria de município pela lei provincial nº 359, de 22-07-1854, tendo sido desmembrado do município de Itapecuru-Mirim. 
Com a lei estadual nº 269, de 31-12-1948, foi criado o distrito de Porto das Gabarras e anexado ao município de Anajatuba. 
Fazem parte do distritos as localidades de Afoga, Palmares, Ilha das Almas, Mutuns, Tucum, São João da Mata, dentre outras.